# Conceição de Monte Alegre
Conceição de Monte Alegre é um distrito do município brasileiro de Paraguaçu Paulista, no interior do estado de São Paulo. Já foi sede de município entre os anos de 1896 e 1933.

## História

### Origem
A localidade foi fundada por José Teodoro de Sousa em 1873 após uma doação de 193 hectares de terras para a instalação de um novo patrimônio. José Teodoro de Sousa, Manuel Pereira Alvim e José Antônio de Paiva foram os primeiros colonizadores da região e se instalaram nas margens do Ribeirão Alegre e rio São Mateus, posteriormente foram seguidos pelas famílias Moreira, Carvalho, Vieira entre outras.
Porém, a ocupação não foi pacífica. Ocorreram choques extremamente violentos entre os colonizadores vindos de Minas Gerais e os primeiros habitantes da região, os índios coroados ou caingangues, os guarani-caiuás e os xavantes.
A partir de 1891, quando Conceição de Monte Alegre foi elevada à categoria de distrito, passou a possuir uma vasta área territorial que se estendia entre os rios Paranapanema e Peixe, até as barrancas do rio Paraná.

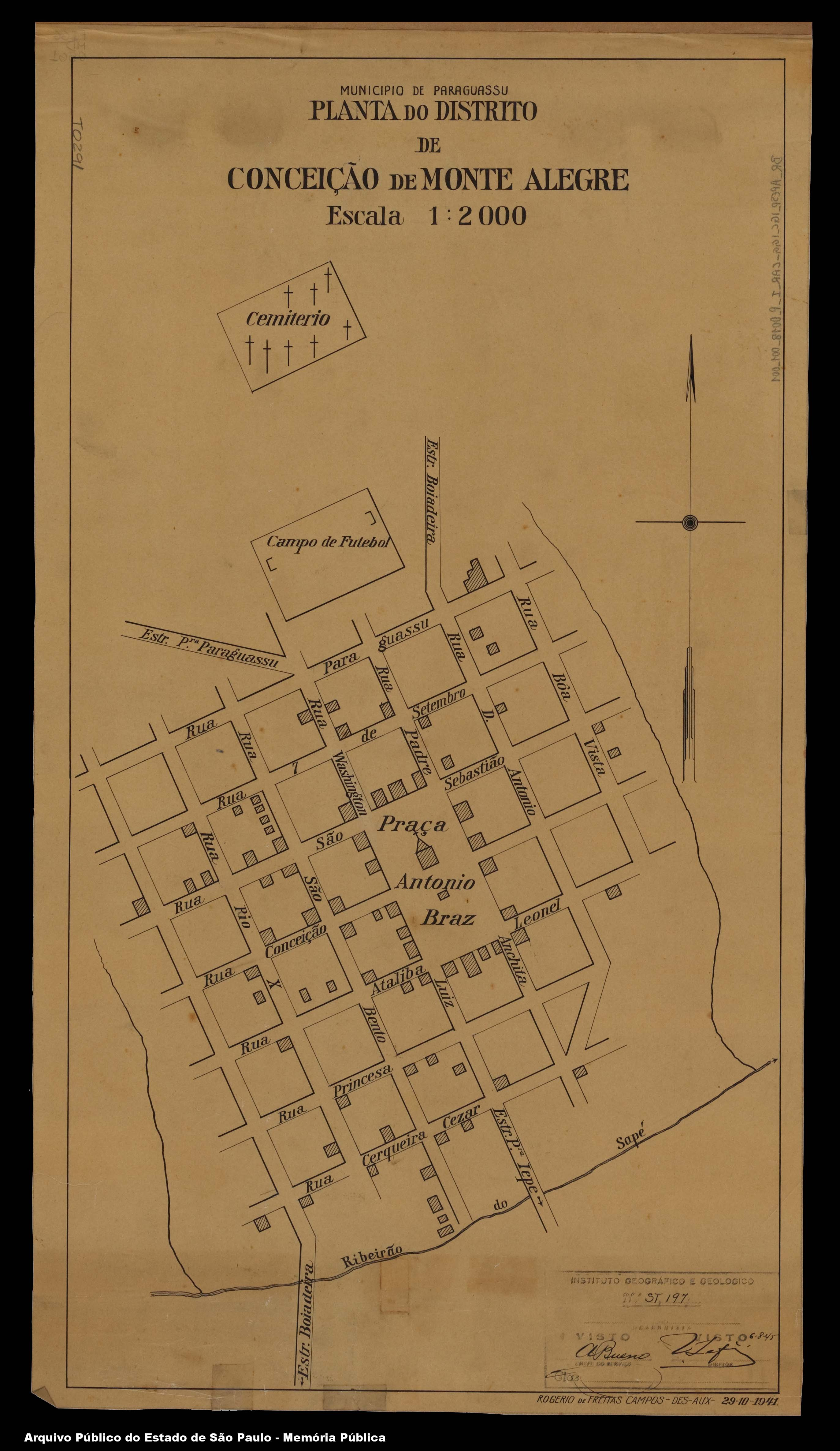
Planta da área urbana original.

Em 1896 foi elevado à município, instalado apenas em 25/12/1912. Possuía uma área territorial com cerca de 10 000 km², sendo um dos maiores municípios do estado na época. O primeiro prefeito deste município foi Viriato Olímpio de Oliveira, capitão da Guarda Nacional e desbravador da região.
Em seu território surgiram cidades importantes da região, como Presidente Prudente, Paraguaçu Paulista, Rancharia, Quatá, Maracaí etc. Todavia, em 1933 a sede do município foi transferida para o distrito de Sapezal, sendo extinto definitivamente em 1938.

### Formação administrativa
- Distrito Policial criado em 1882[8].
- Decreto nº 142 de 24/3/1891 - Cria o distrito no município de Campos Novos do Paranapanema (atual Campos Novos Paulista)[9].
- Lei nº 400 de 22/6/1896 - Cria o município de Conceição de Monte Alegre[10].
- Decreto nº 6.059 de 19/8/1933 - Transfere a sede do município de Conceição de Monte Alegre para o distrito de Sapezal, passando este a condição de município[11].
- Pelo Decreto n° 9.775 de 30/11/1938 foi extinto o município de Sapezal, incorporando o distrito de Conceição de Monte Alegre ao município de Paraguaçu Paulista[12].
- Pelo Decreto-Lei n° 14.334 de 30/11/1944 perdeu terras para a formação do distrito de Agissê[13].
- Pela Lei Ordinária nº 2279 de 4/8/2003 perdeu terras para a formação do distrito da Roseta[14].

## Geografia

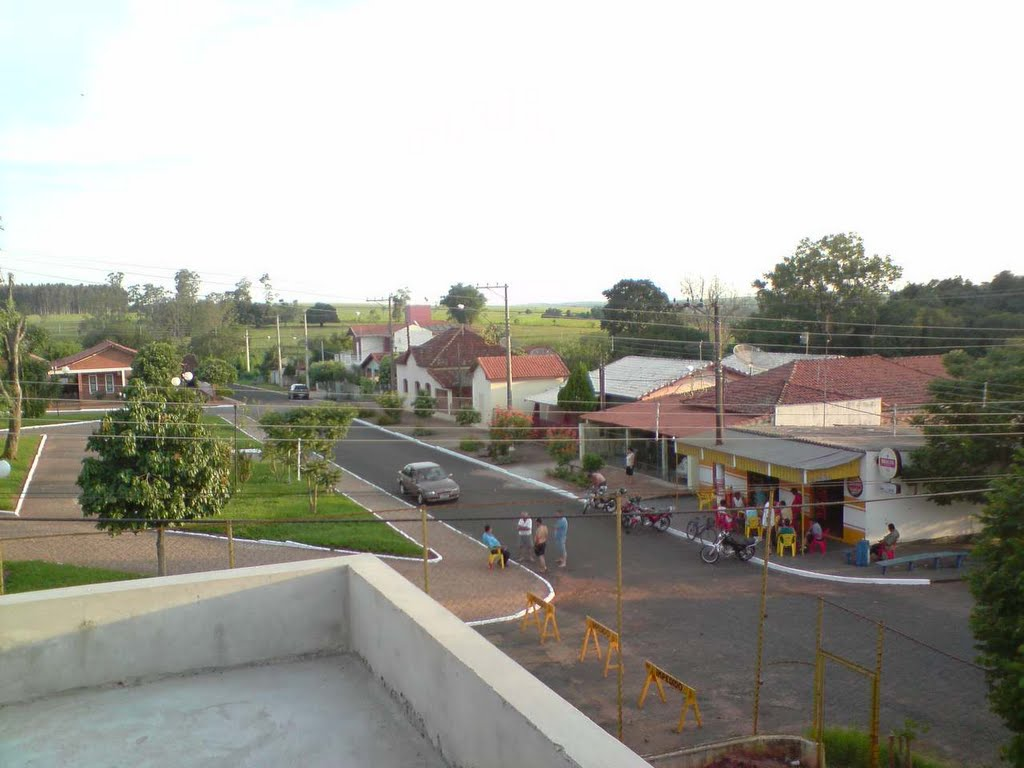
Aspecto local.

### Demografia

#### População urbana
| Crescimento população urbana | Crescimento população urbana | Crescimento população urbana | Crescimento população urbana |
| Censo                        | Pop.                         |                              | %±                           |
| ---------------------------- | ---------------------------- | ---------------------------- | ---------------------------- |
| 1934                         | 316                          |                              |                              |
| 1940                         | 265                          |                              | −16,1%                       |
| 1950                         | 297                          |                              | 12,1%                        |
| 1960                         | 253                          |                              | −14,8%                       |
| 1970                         | 237                          |                              | −6,3%                        |
| 1980                         | 350                          |                              | 47,7%                        |
| 1991                         | 487                          |                              | 39,1%                        |
| 2000                         | 511                          |                              | 4,9%                         |
| 2010                         | 560                          |                              | 9,6%                         |
| Fonte: IBGE e Fundação SEADE |                              |                              |                              |

Pelo Censo 2010 (IBGE) a população urbana total do distrito era de 1 292 habitantes, pois inclui a população do distrito de Roseta, considerado pelo IBGE como área urbana isolada.

#### População total
Pelo Censo 2010 (IBGE) a população total do distrito era de 2 301 habitantes.

### Área territorial
A área territorial do distrito é de 392,602 km².

### Rodovias
O principal acesso ao distrito é a Rodovia Vereador Miguel Deliberador (SP-421).

## Serviços públicos

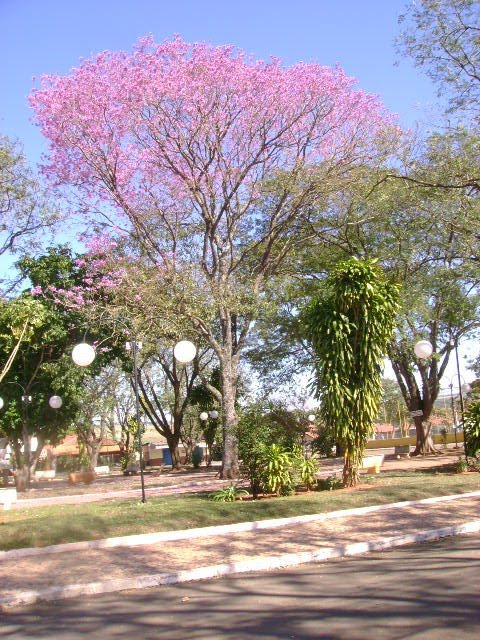
Praça.

### Registro civil
Atualmente é feito no próprio distrito, pois o Cartório de Registro Civil das Pessoas Naturais do distrito ainda continua ativo. O primeiro ato do registro civil lavrado no cartório foi o de óbito, em 14/09/1891. No mês seguinte, em 25/10/1891, foi feito o primeiro registro de casamento. Já o de nascimento foi registrado em 07/12/1891.

### Saneamento
O serviço de abastecimento de água é feito pela Companhia de Saneamento Básico do Estado de São Paulo (SABESP).

### Energia
A responsável pelo abastecimento de energia elétrica é a Energisa Sul-Sudeste, antiga Vale Paranapanema (distribuidora do grupo Rede Energia).

### Telecomunicações
O distrito era atendido pela Telecomunicações de São Paulo (TELESP) através da central telefônica de Paraguaçu Paulista, a qual seus telefones foram ligados em junho de 1987. Em 1998 esta empresa foi vendida para a Telefônica, que em 2012 adotou a marca Vivo para suas operações.

## Religião

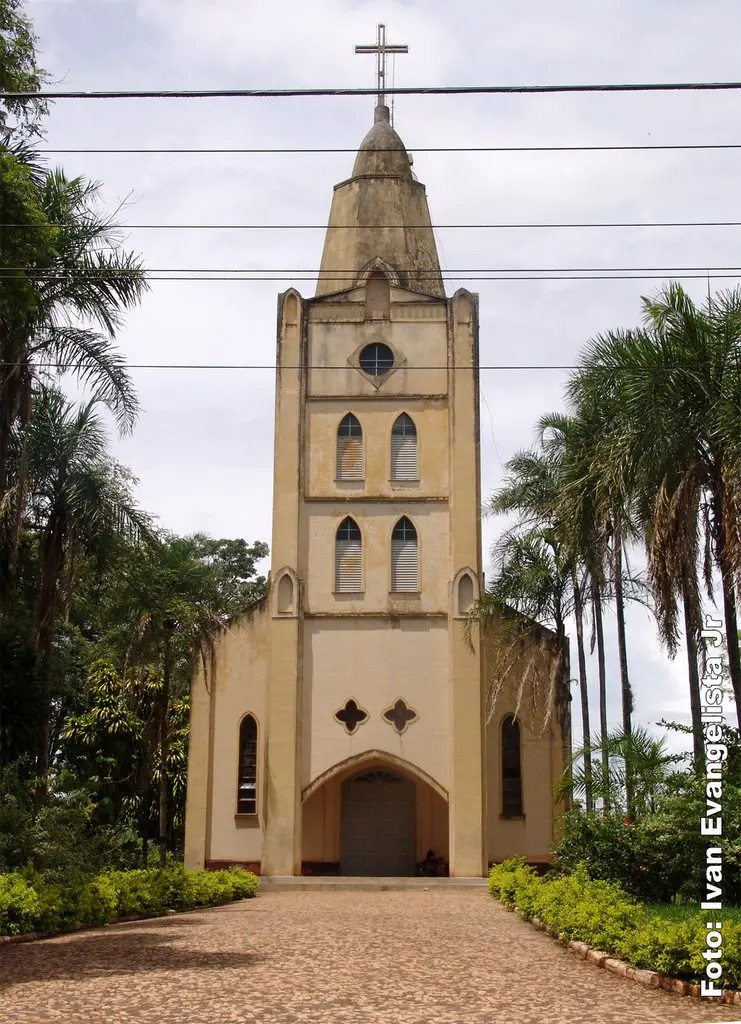
Igreja.

O Cristianismo se faz presente no distrito da seguinte forma:

### Igreja Católica
- A igreja faz parte da Diocese de Assis[29].

### Igrejas Evangélicas
- Assembleia de Deus - O distrito possui uma congregação da Assembleia de Deus Ministério do Belém, vinculada ao Campo de Paraguaçu Paulista. Por essa igreja, através de um início simples, mas sob a benção de Deus, a mensagem pentecostal chegou ao Brasil. Esta mensagem originada nos céus alcançou milhares de pessoas em todo o país, fazendo da Assembleia de Deus a maior igreja evangélica do Brasil[30][31].
- Congregação Cristã no Brasil[32].